# Мала Лока (Домжале)
Мала Лока (словен. Mala Loka) — поселення в общині Домжале, Осреднєсловенський регіон, Словенія. 
Висота над рівнем моря: 283 м.